# Monohelea grogani
Monohelea grogani är en tvåvingeart som beskrevs av Delecolle och Rieb 1995. Monohelea grogani ingår i släktet Monohelea och familjen svidknott. Inga underarter finns listade i Catalogue of Life.